# 野方インターチェンジ

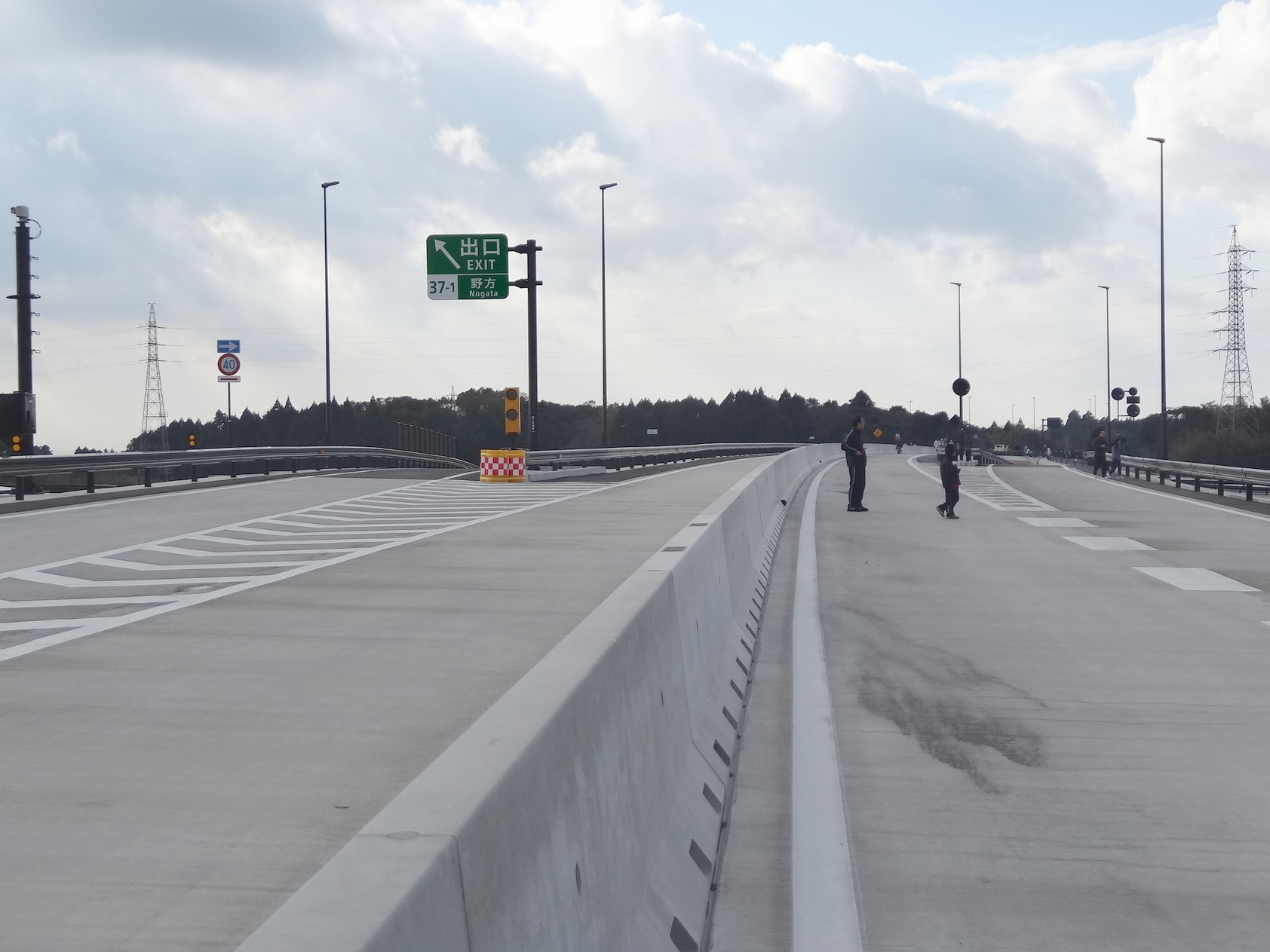
本線概観（鹿屋方面、2014年12月13日撮影）

野方インターチェンジ（のがたインターチェンジ）は、鹿児島県曽於郡大崎町野方ある東九州自動車道のインターチェンジ（地域活性化インターチェンジ）である。野方ICを含む清武JCT - 末吉財部ICが新直轄方式に変更された為、野方IC自体には料金所は設置されずに該当する区間は無料で通行できる。
野方ICの出入口に隣接して、道の駅野方あらさのが設置されている。

## 歴史
- 2012年（平成21年）4月20日：国土交通省より地域活性化ICの追加設置が決定され、野方ICが追加される[2]。
- 2014年（平成26年）12月21日：鹿屋串良JCT - 曽於弥五郎IC間開通に伴い供用開始[3]。

## 周辺
- 道の駅野方あらさの - 当ICに隣接して設置。東九州道のSA/PAとしての機能を担う[1]。

## 接続する道路

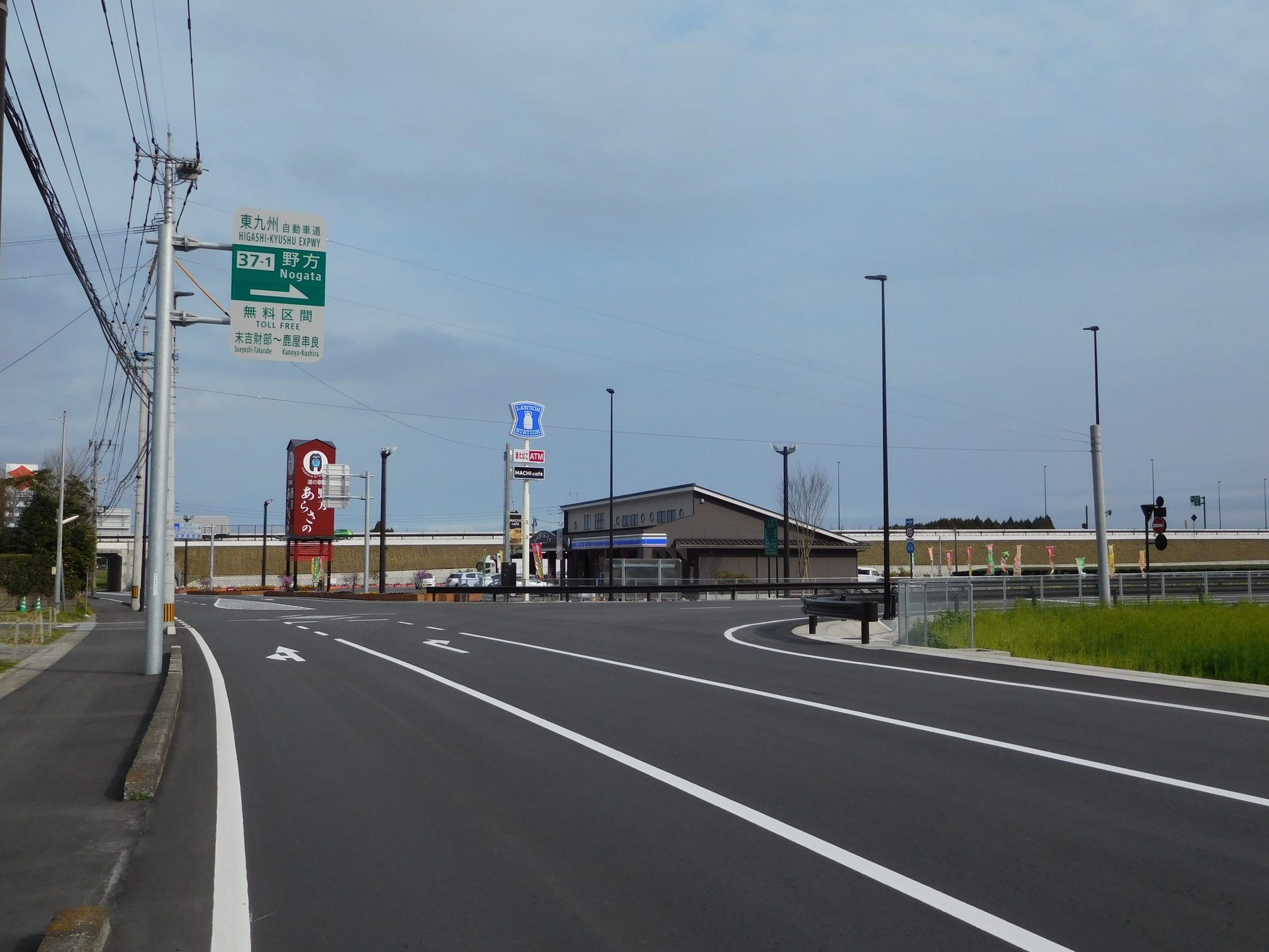
県道64号と野方ICとの接続点（2015年3月撮影）
中央の建物は道の駅野方あらさの

- 直接接続
  - 鹿児島県道64号大崎輝北線[4]

## 隣
E78 東九州自動車道
(36) 大崎IC - (37) 鹿屋串良JCT - (37-1) 野方IC/道の駅野方あらさの - (38) 曽於弥五郎IC